# Zeng Cheng
Zeng Cheng (Wuhan, 8 de janeiro de 1987) é um futebolista chinês que atua como goleiro. Atualmente, joga pelo Shanghai Greenland Shenhua, emprestado pelo Guangzhou Evergrande.

## Carreira
Zeng Cheng representou a Seleção Chinesa de Futebol na Copa da Ásia de 2015.

## Títulos
Wuhan Guanggu
- Copa da Super Liga Chinesa: 2005

Guangzhou Evergrande
- Super Liga Chinesa: 2013, 2014, 2015, 2016
- Liga dos Campeões da AFC: 2013, 2015
- Copa da China: 2016
- Supercopa da China: 2016

### Seleção Chinesa
- Copa do Leste Asiático: 2010

### Individuais
- Goleiro do Ano pela CFA (Associação Chinesa de Futebol): 2013, 2015, 2016
- Seleção da Super Liga Chinesa: 2013, 2015, 2016